# 莫斯比奇 (加利福尼亞州)
莫斯比奇（英語：Moss Beach）是位於美國加利福尼亞州聖馬刁縣的一個人口普查指定地區。

## 地理
莫斯比奇的座標為37°31′31″N 122°30′46″W / 37.52528°N 122.51278°W，而該地最高點為海拔高度20米（即66英尺）。

## 人口
根據2010年美國人口普查的數據，莫斯比奇的面積為5.837平方千米，均為陸地。當地共有人口3103人，而人口密度為每平方千米531人。